# Automolis pallens
Automolis pallens är en fjärilsart som beskrevs av Bethune-Baker 1911. Automolis pallens ingår i släktet Automolis och familjen björnspinnare. Inga underarter finns listade i Catalogue of Life.